# Igman
Igman er et bjerg i det centrale Bosnien-Hercegovina. Det ligger sydvest for Sarajevo i de Dinariske Alper, ved siden af bjerget Bjelašnica og byen Ilidža. Igmans højeste punkt Vlahinja Ridge er 1502 meter, hvilket gør det til det laveste af de fire Sarajevo-bjerge.
Igman er et populæt mål for hiking og skiløb. Under Vinter-OL 1984, var bjerget det primære hjemsted for de olympiske konkurrencer, sammen med Jahorina og Bjelašnica. Der er adskillige konstruktioner på Igman tilbage fra den tid, selvom mange bærer ar fra konflikten fra Krigen i Bosnien-Hercegovina (1992-1995). Der er planer om at lave en ny kabellinje mellem Igman og  kvarteret Hrasnica i Ilidža. 